# Joachim Harpprecht

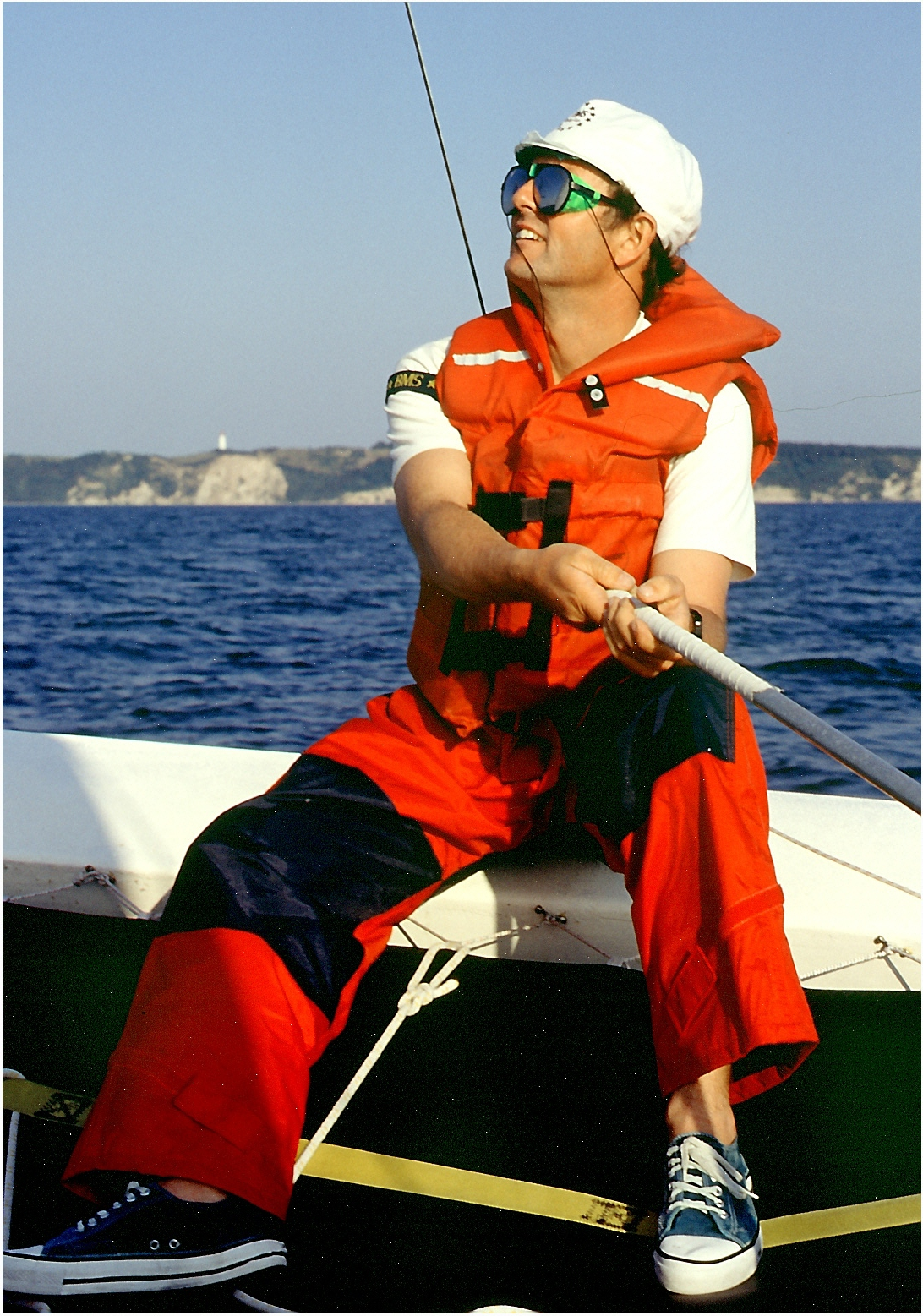
Harpprecht mit Fliegenklatsche westlich von Hiddensee, 1994

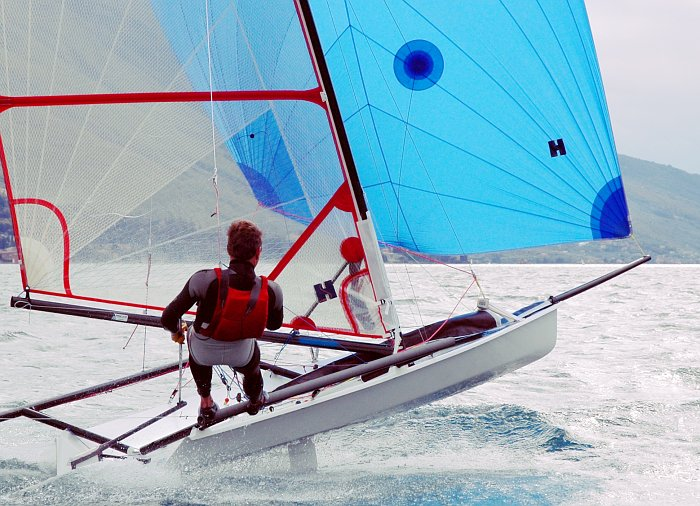
Das von Harpprecht entwickelte Musto Skiff

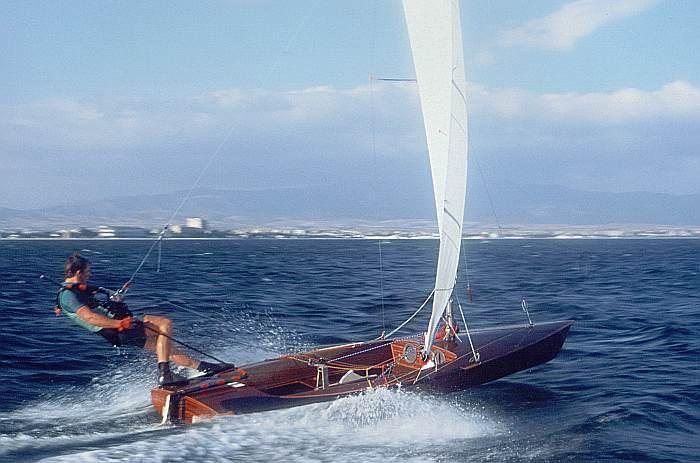
Ein Contender bei der WM 1998

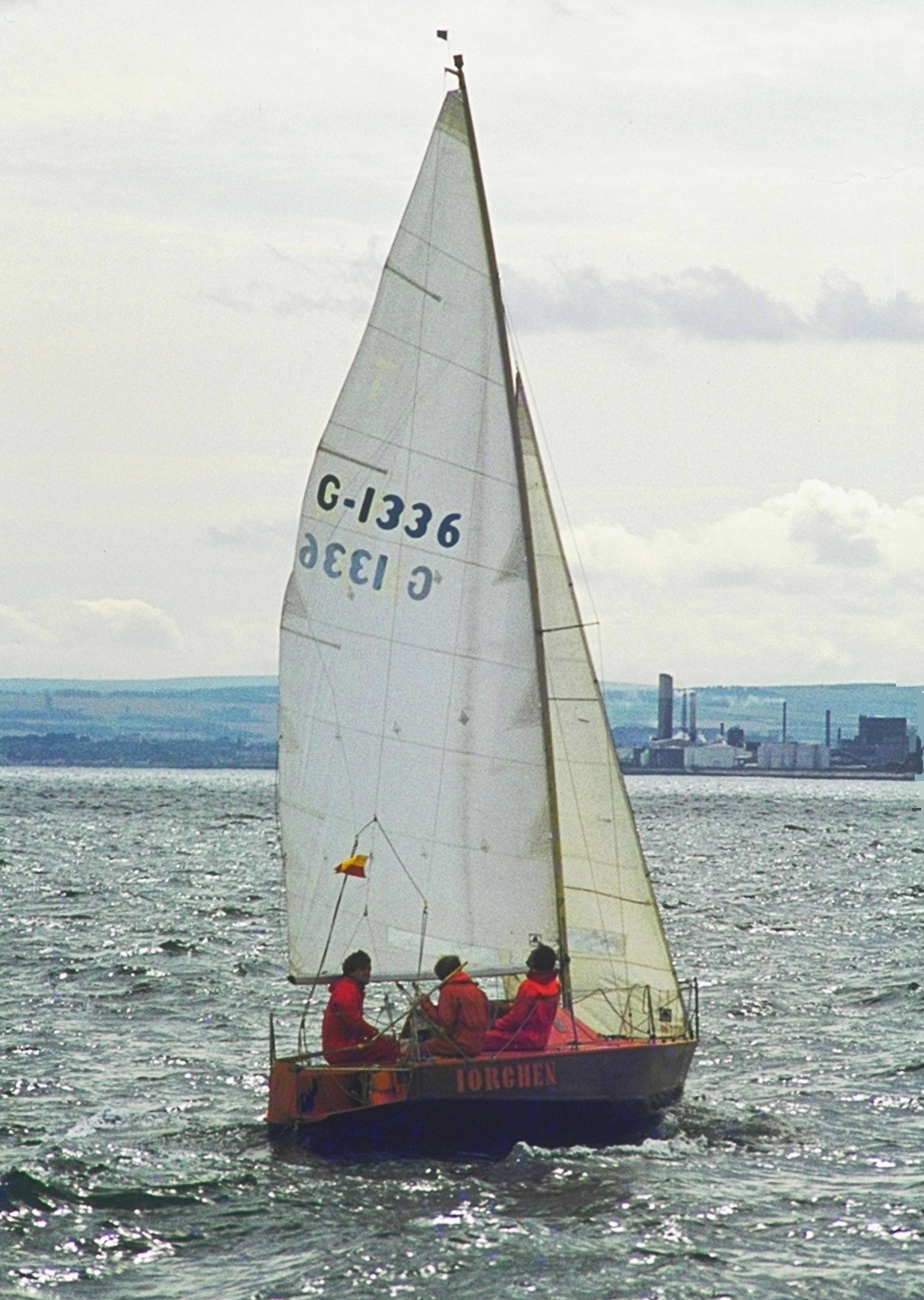
IORchen vor Edinburgh: Minitonner-Weltmeisterschaft, 1980

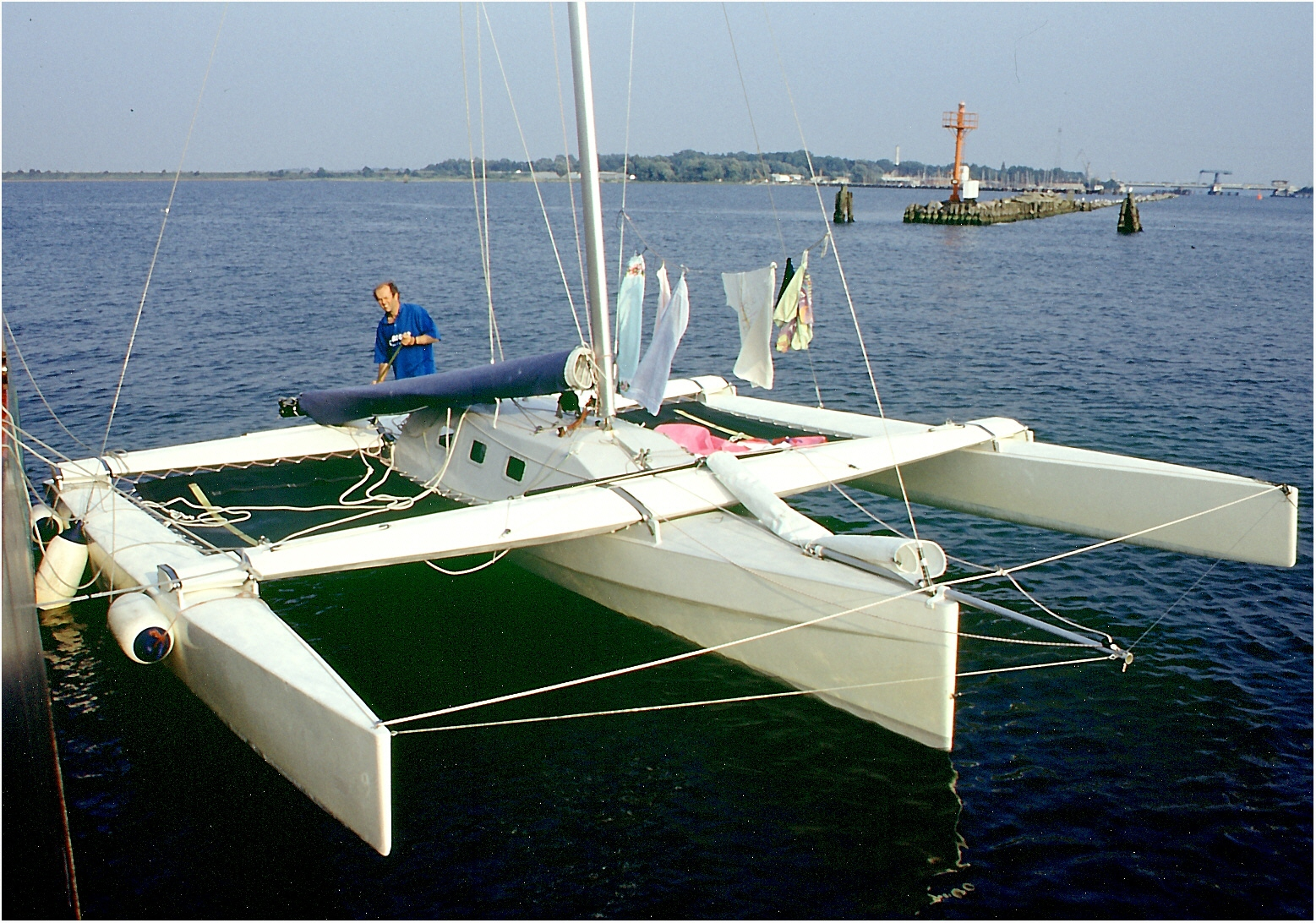
Harpprecht mit Trimaran Fliegenklatsche im Hafen Stralsund, 1994

Joachim Harpprecht (* 1953) ist ein deutscher Bootsdesigner und Bootsbauer, vor allem von Segeljollen, und ein erfolgreicher Regattasegler. Außerdem ist er promovierter Biologe. Harpprecht lebt und arbeitet in Kiel.

## Erfolge im Bootsbau
Sein größter Erfolg ist die Konstruktion des Musto Performance Skiffs, ein Einhand-Skiff mit Trapez und Gennaker. Im Jahre 2000 gewann das Boot im französischen Quiberon, gesegelt durch Gabriel Wicke, Contender-Weltmeister von 2000, die Versuchsläufe der ISAF für eine neue olympische Einhandklasse. Die englische Firma Ovington Boats hat die Lizenz zum Bau des Musto Skiffs übernommen.
Ihre erste Weltmeisterschaft segelte die internationale Klasse im Jahr 2007.  Die Weltmeisterschaft 2022 findet im Rahmen der Kieler Woche auf der Kieler Förde statt, und zwar vom 22. bis zum 26. Juni.
Aufbauend auf den Kenntnissen von der Konstruktion des Musto Skiffs entwarf Harpprecht das Light Skiff, ein Einhand-Skiff mit Trapez und Gennaker geeignet für Segler ab 40 Kilogramm Körpergewicht.
Seit 1970 segelte Harpprecht die 1967 in Australien von Ben Lexcen entworfene Einhand-Jolle Contender. Seit 1975 baute er selbst Contender-Jollen aus Kunststoff. Neu waren die Y-förmigen Schotten unter dem Mast und Querspanten zur Stabilisierung des Bereichs am Schwertkasten. Ab 1982 bis 2002 baute Harpprecht Contender aus Sperrholz. Danach produzierte er für die internationale Contender-Szene Contender aus Kunststoff. Hierzu arbeitete er mit dem polnischen Bootsbauer Henrik Chalupka zusammen. Ein Harpprecht-Kunststoff-Contender, gesegelt von Jan von der Bank, wurde 2005 in Travemünde Weltmeister.
Ein Harpprecht-Design war auch das IORchen. Er segelte den Eigenbau von 1979 bis 1986 nicht nur auf der Kieler Förde. In dieser Zeit nahm er mit dem markanten Sperrholz-Knickspanter an den jährlichen Weltmeisterschaften der Minitonner teil.

## Erfolge als Regattasegler
Mit dem Prototyp seines Kunststoff-Contenders wurde Harpprecht 1976 vor Hayling Island, England, Europameister; 1979 erreichte er bei der EM auf dem schweizerischen Silvaplanersee Rang 3. Mit dem Sperrholz-Prototyp wurde er 1983 in Porto Sant’Elpidio Vize-Europameister. 1985 und 2004 wurde er jeweils am Bodensee Deutscher Meister. Mit seinem selbstgebauten Trimaran Fliegenklatsche gewann Harpprecht 1998 die Regatta Rund Seeland in Dänemark. Im April 2012 gewann Harpprecht vor St. Petersburg, Florida, die als Pre-Worlds gesegelten Nordamerikanischen Meisterschaften im Contender.

## Forscher in der Biomedizin
Harpprecht wurde 1987 an der Christian-Albrechts-Universität zu Kiel in Biologie zum Dr. rer. nat. promoviert. Der Titel der Dissertation lautet: Untersuchungen an Histokompatibilitätsantigenen mit Hilfe monoklonaler Antikörper.
Weitere Arbeiten des Immunologen galten der HLA-Typisierung an Verstorbenen. Er
war in die Gewebetypisierung vor anstehenden Organtransplantationen eingebunden. Harpprecht ging mit Kollegen auch der Frage nach, ob ein spezieller Antikörper für die Behandlung der Leukämie hilfreich sei. Sein Interesse fand die Funktion von Antikörpern, die eine Schwangerschaft stabilisieren, sowie die spezifische Antikörper-Bindung an Lymphozyten.